# Thusis
Thusis (rm. Tusáun, wł. Tosana) – miejscowość i gmina w Szwajcarii, w kantonie Gryzonia, siedziba administracyjna regionu Viamala. Pod względem liczby mieszkańców jest największą gminą w regionie. 1 stycznia 2018 do gminy przyłączono gminę Mutten.

## Demografia
W Thusis mieszka 3415 osób. W 2020 roku 34,3% populacji gminy stanowiły osoby urodzone poza Szwajcarią. 

## Transport
Przez teren gminy przebiegają autostrada A13 oraz droga główna nr 13. 